# Greg Rutherford

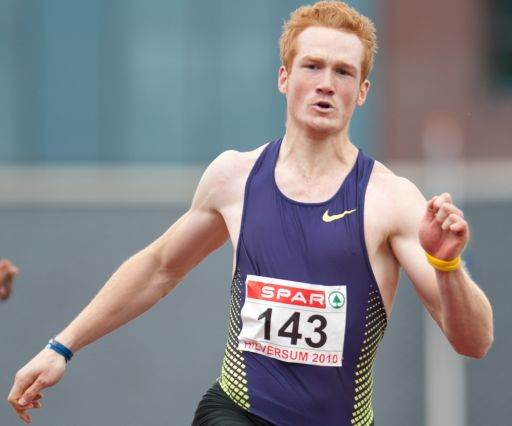
Rutherford sprintend bij de Arena Games van 2010 in Hilversum.

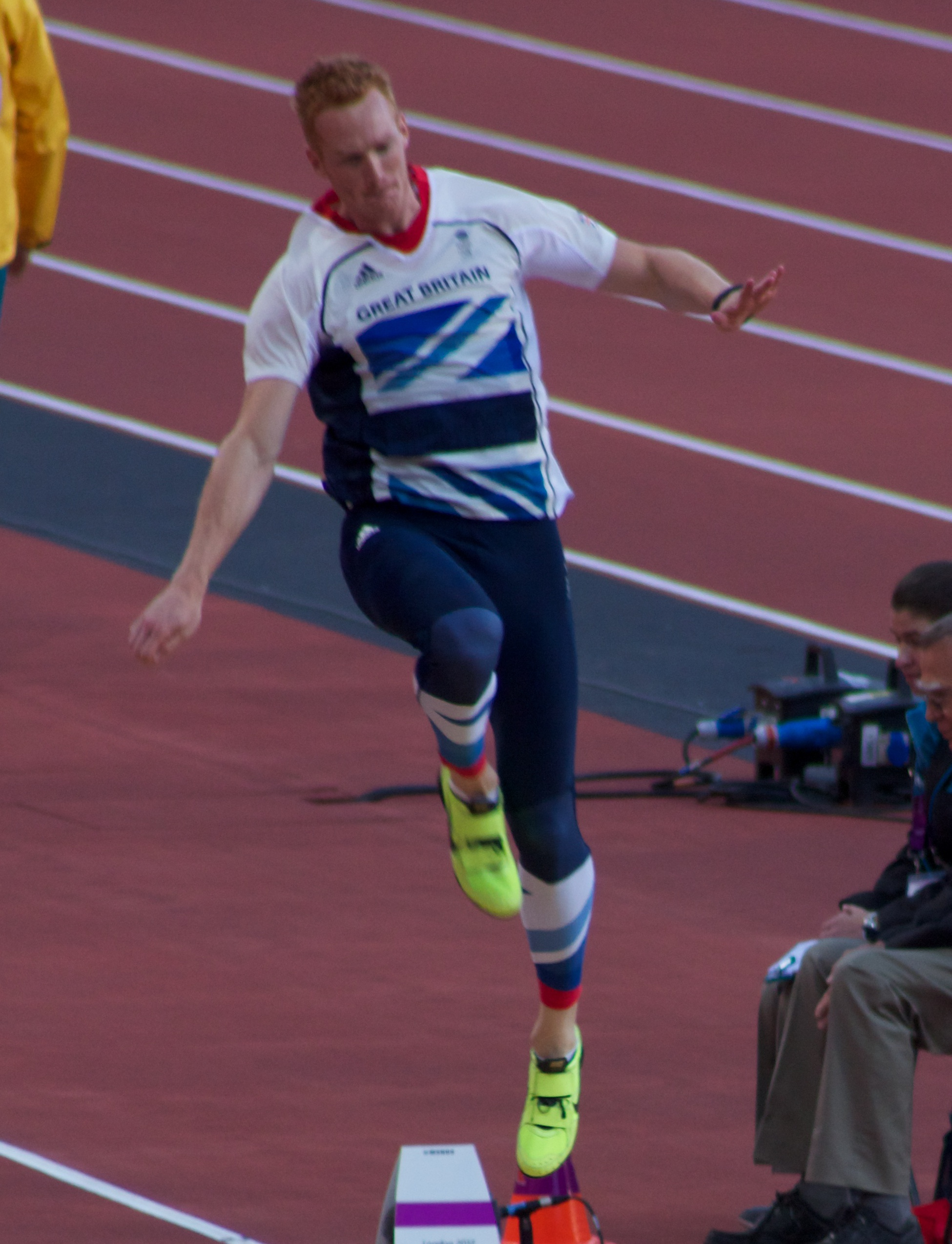
Rutherford tijdens de finale van de Olympische Spelen 2012.

Gregory James (Greg) Rutherford (Milton Keynes (Engeland), 17 november 1986) is een Brits atleet, gespecialiseerd in het verspringen. Hij heeft aan meerdere grote kampioenschappen meegedaan met als grootste succes de titel die hij in 2012 won op de Olympische Spelen, waaraan hij in totaal driemaal deelnam. Tevens is hij Brits recordhouder bij het verspringen en heeft hij meerdere nationale titels op zijn naam staan.

## Biografie

### Andere sporten
Rutherford deed in zijn jeugd aan verschillende sporten waaronder badminton en rugby. Ook leek hij in zijn jonge jaren een succesvolle voetballer te worden: de Premier Leagueclub Aston Villa bood de jonge Rutherford een proefcontract van zes maanden aan. Het voetbal was ook een logische keus voor hem, omdat zijn grootvader Jock Rutherford tussen 1904 en 1908 in het Engelse voetbalelftal speelde. Toen Greg Rutherford uiteindelijk koos voor een atletiekcarrière, liep alles meteen voortvarend: hij werd Brits indoorkampioen bij de junioren en mocht in de zomer uitkomen voor Groot-Brittannië bij de Europese kampioenschappen voor junioren van 2005. Bij dit kampioenschap werd hij eerste met een sprong van 8,14 m. Deze afstand was goed voor een nationaal juniorenrecord. Ook pakte hij dat jaar de AAA-titel (de officieuze nationale titel).

### Seniorenniveau
Rutherford sloeg het indoorseizoen 2006 grotendeels over, maar kwam bij het outdoorseizoen al vroeg in actie tijdens de Gemenebestspelen van Melbourne. Hij kwam daar in de finale tot 7,85, waarmee hij achtste werd. In juli 2006 won Rutherford de nationale selectiewedstrijden, die tevens dienden als AAA-kampioenschappen met een persoonlijk record van 8,26. Ook succesvol was hij bij de Europese kampioenschappen in Göteburg. Hij sprong daar 8,13, waarmee hij achter de Italiaan Andrew Howe tweede werd.
Na deze medaille volgde een mindere periode voor Rutherford. Zijn seizoensintrede werd uitgesteld door een blessure. Daardoor was hij bij de wereldkampioenschappen van 2007 nog niet goed in vorm en kwam hij niet door de kwalificaties. Het daaropvolgende jaar begon veelbelovend door het winnen van de olympische selectiewedstrijden en later in het jaar de Aviva London Grand Prix. Tijdens de Olympische Spelen van Peking kwam Rutherford met een sprong van 8,16 in zijn eerste poging vrij makkelijk in de finale. Die finale leidde echter tot een teleurstelling: hij kwam niet verder dan 7,84 en moest na drie pogingen afscheid nemen van het toernooi. Hij eindigde uiteindelijk als tiende.

### Wisselingen in prestaties
In 2009 ging het beter met de kampioenschappen van Rutherford. Bij de Europese indoorkampioenschappen in Turijn behaalde hij in de finale een zesde plek met een sprong van acht meter precies. Bij de WK in Berlijn datzelfde jaar kwam hij in de kwalificatieronde tot 8,30; wat een persoonlijk én een Brits record betekende. Dit record zou Christopher Tomlinson later verbeteren tot 8,35. In de finale kwam Rutherford niet tot zijn kersverse nationale record, maar hij werd wel vijfde met zijn tweede afstand van het jaar: 8,17.
In de daaropvolgende periode deed Rutherford het weer wat minder. Hij won weliswaar de nationale indoorkampioenschappen, maar bij de wereldindoorkampioenschappen van 2010 kwam hij met 7,80 niet door de kwalificaties. Ook werd de opening van het outdoorseizoen van Rutherford uitgesteld door blessureleed, waardoor hij niet op tijd in vorm was om zich te kwalificeren voor de EK in Barcelona. Later in het jaar kreeg hij zijn fitheid terug: bij de Gemenebestspelen in Delhi in oktober sprong hij naar een beste seizoensprestatie van 8,22, waarmee hij tweede werd.

### Dieptepunt en hoogtepunt
In 2011 ging het heel goed met de prestaties van Rutherford. Hij eindigde voorin bij een aantal Diamond League-wedstrijden, waaronder de Adidas Grand Prix, waar hij eerste werd en met een te sterke wind verder sprong dan zijn persoonlijke record (8,32). Maar later gooiden blessures weer roet in het eten: hij kon een tijd niet in actie komen en hij overwoog zelfs te stoppen met zijn carrière. Rutherford kon uiteindelijk wel nog uitkomen bij de WK van Daegu, maar hij kwam niet door de kwalificaties.
Een jaar later ging het seizoen wel helemaal goed voor Rutherford. Hij werd eerste bij de olympische selectiewedstrijden, die tevens dienden als Britse kampioenschappen, verbeterde zijn persoonlijke record tot 8,35, waarmee hij samen met Christopher Tomlinson de nationaal recordhouder werd en kwam in vorm aan bij de Olympische Spelen van Londen. Hij maakte in de finale goed gebruik van het ontbreken van, buiten zijn eigen 8,32, sprongen van 8,20, wat sinds 1976 niet meer was voorgekomen. Dit leverde hem een gouden medaille op, voor Mitchell Watt en Will Claye. Daarmee trad hij in de voetsporen van de Brit Lynn Davies, die in 1964 olympisch goud won bij het verspringen.

### Sprint
Naast het verspringen was Rutherford ook altijd een vrij verdienstelijke sprinter geweest. Vooral in zijn beginjaren waren de 60 m en de 100 m onderdelen die hij vaak naast het verspringen deed. In 2005 kwam hij tweemaal tot 10,38 s en haalde hij de finale bij de AAA-kampioenschappen. In 2010 verbeterde hij zijn record tot 10,26. Na het winnen van het verspringen bij de Olympische Spelen liet Rutherford zich uit in de media over een eventuele sprintcarrière. Hij zou zijn persoonlijk record willen verbeteren om een plek in het Britse estafetteteam te kunnen veroveren.

## Titels
- Olympisch kampioen verspringen - 2012
- Wereldkampioen verspringen - 2015
- Europees kampioen verspringen - 2014, 2016
- Gemenebestkampioen verspringen - 2014
- Brits kampioen verspringen - 2008, 2012
- AAA-kampioen verspringen - 2005, 2006
- Brits indoorkampioen verspringen - 2010
- Europees juniorenkampioen verspringen - 2005

## Persoonlijke records
Outdoor
| Onderdeel   | Prestatie   | Datum             | Plaats      |
| ----------- | ----------- | ----------------- | ----------- |
| 100 m       | 10,26 s     | 18 september 2010 | Newcastle   |
| verspringen | 8,51 m (NR) | 24 april 2014     | Chula Vista |

Indoor
| Onderdeel   | Prestatie | Datum            | Plaats     |
| ----------- | --------- | ---------------- | ---------- |
| 60 m        | 6,68 s    | 21 februari 2009 | Birmingham |
| verspringen | 8,00 m    | 8 maart 2009     | Turijn     |

## Prestatieontwikkeling
| Jaar | Indoor | Outdoor |
| ---- | ------ | ------- |
| 2005 | 7,64   | 8,14    |
| 2006 | 7,82   | 8,26    |
| 2007 | -      | 7,96    |
| 2008 | -      | 8,20    |
| 2009 | 8,00   | 8,30    |
| 2010 | 7,94   | 8,22    |
| 2011 | -      | 8,27    |
| 2012 | -      | 8,35    |
| 2013 | 8,22   | -       |
| 2014 | 8,00   | 8,51    |
| 2015 | 8,17   | 8,41    |
| 2016 | 8,26   | 8,31    |

## Palmares

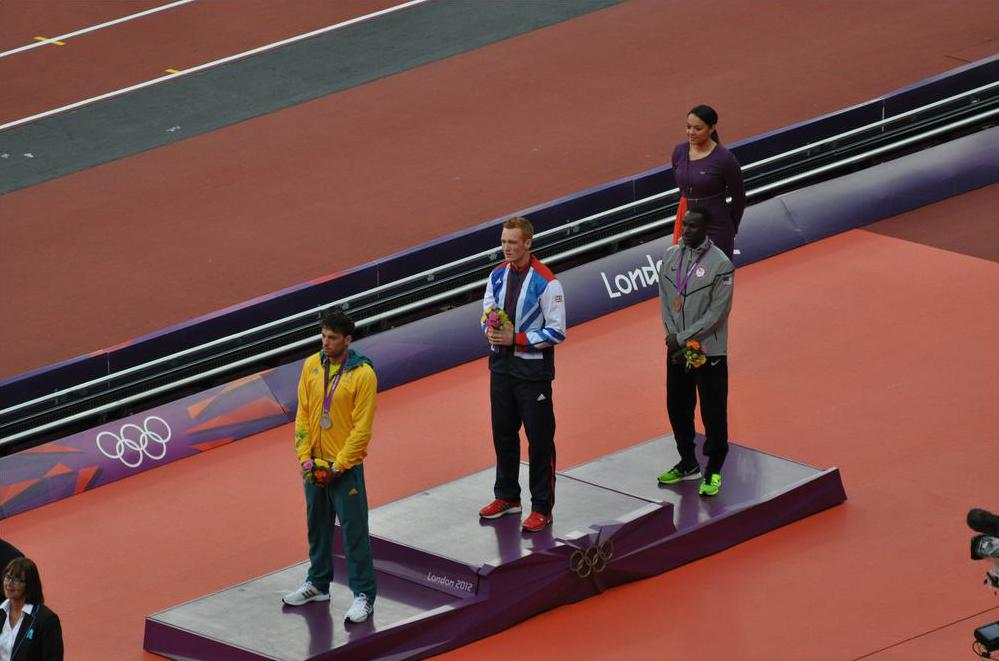
Rutherford samen met Mitchell Watt en Will Claye bij de medailleceremonie op de OS van 2012.

### verspringen
Kampioenschappen + overig
- 2005:  EJK - 8,14 m
- 2006: 8e Gemenebestspelen - 7,85 m
- 2006:  EK - 8,13 m
- 2007: 10e in kwal. WK - 7,77 m
- 2008: 10e OS - 7,84 m
- 2009: 6e EK indoor - 8,00 m
- 2009: 5e WK - 8,17 m
- 2010: 5e in kwal. WK indoor - 7,80 m
- 2010:  Gemenebestspelen - 8,22 m
- 2011: 7e in kwal. WK - 8,00 m
- 2012:  OS - 8,31 m
- 2013: 8e in kwal. WK - 7,87 m
- 2014:  FBK Games - 8,24 m
- 2014:  EK - 8,27 m
- 2014:  Gemenebestspelen - 8,20 m
- 2015:  WK - 8,41 m
- 2016:  EK - 8,25 m
- 2016:  OS - 8,29 m

Diamond League-podiumplekken
- 2011:  Prefontaine Classic – 8,32 m
- 2011:  Meeting Areva – 8,27 m
- 2011:  Aviva London Grand Prix – 8,19 m
- 2012:  Golden Gala – 8,32 m
- 2012:  Birmingham Grand Prix – 7,88 m
- 2013:  Shanghai Golden Grand Prix – 8,08 m
- 2013:  Prefontaine Classic – 8,22 m
- 2013:  Sainsbury’s Grand Prix – 8,11 m
- 2014:  Athletissima – 8,19 m
- 2016:  Golden Gala - 8,31 m

1896: Ellery Clark ·
1900: Alvin Kraenzlein ·
1904: Meyer Prinstein ·
1908: Frank Irons ·
1912: Albert Gutterson ·
1920: William Petersson ·
1924: William DeHart Hubbard ·
1928: Ed Hamm ·
1932: Ed Gordon ·
1936: Jesse Owens ·
1948: Willie Steele ·
1952: Jerome Biffle ·
1956: Greg Bell ·
1960: Ralph Boston ·
1964: Lynn Davies ·
1968: Bob Beamon ·
1972: Randy Williams ·
1976: Arnie Robinson ·
1980: Lutz Dombrowski ·
1984: Carl Lewis ·
1988: Carl Lewis ·
1992: Carl Lewis ·
1996: Carl Lewis ·
2000: Iván Pedroso ·
2004: Dwight Phillips ·
2008: Irving Saladino ·
2012: Greg Rutherford ·
2016: Jeff Henderson ·
2020: Miltiadis Tentoglou ·
2024: Miltiadis Tentoglou
1983 Carl Lewis ·
1987 Carl Lewis ·
1991 Mike Powell ·
1993 Mike Powell ·
1995 Iván Pedroso ·
1997 Iván Pedroso ·
1999 Iván Pedroso ·
2001 Iván Pedroso ·
2003 Dwight Phillips ·
2005 Dwight Phillips ·
2007 Irving Saladino ·
2009 Dwight Phillips ·
2011 Dwight Phillips ·
2013 Aleksandr Menkov ·
2015 Greg Rutherford ·
2017: Luvo Manyonga ·
2019: Tajay Gayle ·
2022: Wang Jianan ·
2023: Miltiadis Tentoglou
- World Athletics: 14190672
- Library of Congress Control Number: nb2018001758
- Virtual International Authority File: 2680151717055013900002
- WorldCat: E39PBJxmKkDQHKB3gQ7hGxMF8C